# メイクアップアーティスト
メイクアップアーティスト（Make-up artist）とは、美容師の中で、メディアや芸能関係のメイクアップ技術者のこと。

## 概要
テレビ、映画、CM、雑誌、舞台、ファッションショーなどで、タレントや出演者にメイクを施したり、化粧品会社などで活動する美容師。
単に美しいメイクをするだけでなく、状況・役柄・服装といったさまざまな条件に合わせて、メイクを施す。メイクに関する知識・技術にとどまらず、ファッションセンス、流行をとらえる感性、想像力などが要求される。

### 歴史
1970年代から、テレビや映画、ファッションショーなどの出演者、モデル等のメイクアップは美容師が担ってきた。
当時テレビ局内にはメイクアップアーティストが出演者にヘアメイクをする美粧室が設けられていたことから「美粧さん」と呼ばれていた。
また、日本舞踊の白塗りなど日本の古典的な化粧師を顔師と呼ぶ。
日本では1960年9月10日、白黒だったテレビ放送から色の付いたカラー放送が開始され、1964年の東京オリンピック開催を期にカラーテレビの普及が進み、カラー放送が増えたことでメイクアップアーティストという職業名も認知されるようになり、テレビ局では「美粧室」から「メイクアップルーム」、「美粧さん」から「メイクさん」と呼ばれるようになった。

### 美容所の届出
美容師がメイクアップアーティストとして出張美容を行う際は、美容所として管轄の保健所に届けているサロンから、美容師法に基づいた条件で実施できる。

## メイクアップアーティストの無免許問題
美容師免許は美容を業とする日本の国家資格であり、厚生労働省管轄の業務独占資格である。
パーマネントウエーブ、染毛、ヘアカット、結髪、化粧、スキンケア、フェイシャルエステティック、メイク講師、メイクボランティア、美容アドバイス等の方法により、容姿を美しくする専門職は、美容師免許を有していなければ、美容を業としてはならない（美容師法第6条）。なお、業とは反復継続の意思をもって行うことで、有料・無料は問わない（美容師法、昭和32年法律第163号）。
無免許のヘアメイクやメイクアップアーティスト、スキンケア、フェイシャルエステ、メイク講師、美容家、メイクボランティア、美容アドバイザーは違法であり、保健所から無許可の美容所も違法である。地域の保健所（保健センター）の所管であり、違法行為には行政指導や罰金30万円等が発生する。